# Reinhard Köhrer
Reinhard Köhrer (geboren am 3. November 1949 in München; gestorben 2021) war ein deutscher Science-Fiction-Autor. Sein Roman Menschenspuren war 2004 für den Kurd-Laßwitz-Preis nominiert.

## Leben
Köhrer arbeitete nach einer Lehre als Schriftsetzer als Korrektor und Verlagsredakteur und machte sich dann als Freiberufler in der Medienbranche selbstständig. Er betrieb einen Verlagsservice, war verheiratet und lebte in Kissing bei Augsburg.
Köhrer verstarb im Frühjahr 2021 im Alter von 71 Jahren und wurde am 17. Juni 2021 auf dem Waldfriedhof München bestattet.

## Bibliografie
Romane
- Weg der Erde. Heyne Science Fiction & Fantasy #3959, 1983, ISBN 3-453-30890-5.
- Menschenspuren. Books on Demand, Norderstedt 2003, ISBN 3-8330-0267-0.
- Als die Gletscher schmolzen : Science-Fiction-Roman. Books on Demand, Norderstedt 2004, ISBN 3-8334-0878-2.

Kurzgeschichten
- Begegnung. In: Wolfgang Jeschke (Hrsg.): Venice 2. Heyne Science Fiction & Fantasy #4199, 1985, ISBN 3-453-31174-4.
- Schnupfendämmerung . In: Friedel Wahren (Hrsg.): Isaac Asimov's Science Fiction Magazin 30. Folge. Heyne Science Fiction & Fantasy #4446, 1987, ISBN 3-453-00962-2.